# یواس‌اس اورلاندو (پی‌اف-۹۹)
یواس‌اس اورلاندو (پی‌اف-۹۹) (به انگلیسی: USS Orlando (PF-99)) یک کشتی بود که طول آن ۳۰۴ فوت (۹۳ متر) بود. این کشتی در سال ۱۹۴۳ ساخته شد.